# ウィリアム・ジャック (植物学者)
ウィリアム・ジャック（William Jack、1795年1月29日 – 1822年9月15日）はスコットランドの植物学者である。イギリス東インド会社の船医として働き、カルカッタ植物園の園長、ナサニエル・ウォーリッチのために多くの植物を集めた。27歳で、スマトラへの航海中に死亡した。

## 略歴
アバディーン生まれ。アバディーン大学で医学を学び、1813年にはイギリス東インド会社の軍医となり、インドで働いた。植物学を学び、カルカッタ植物園のナサニエル・ウォーリッチの協力者となった 。1822年、イギリスの植民地建設者、トーマス・ラッフルズとともにスマトラに向かう船上で、病死したことが、ラッフルズによって両親に知らされた。27歳没。
アカネ科のJackia ornata Wall.（Jackiopsis ornataのシノニム）などに献名された。

## 著作
- Descriptions of Malayan Plants 1820–1822. Originally published in Malayan Miscellanies, and reprinted in various forms at later dates.
- William Jack, communicated by Robert Brown (1823) On the Malayan Species of Melastoma, Transactions of The Linnean Society of London 14(1): 1-22
- William Jack, communicated by Aylmer Bourke Lambert (1823) On Cyrtandraceae, a new Natural Order of Plants, Transactions of The Linnean Society of London 14(1): 23-45
- William Jack, communicated by Henry Thomas Colebrooke (1823) Account of the Lansium and some other Genera of Malayan Plants, Transactions of The Linnean Society of London 14(1): 114-130